# El Becal
El Becal är en ort i Mexiko.   Den ligger i kommunen Mocorito och delstaten Sinaloa, i den västra delen av landet, 1 100 km nordväst om huvudstaden Mexico City. El Becal ligger 148 meter över havet och antalet invånare är 140.
Terrängen runt El Becal är platt åt sydväst, men åt nordost är den kuperad. Runt El Becal är det ganska glesbefolkat, med 26 invånare per kvadratkilometer. Närmaste större samhälle är Mocorito, 16,6 km söder om El Becal. I omgivningarna runt El Becal växer huvudsakligen savannskog.